# Kwas elaidynowy
Kwas elaidynowy – organiczny związek chemiczny z grupy jednonienasyconych kwasów tłuszczowych typu omega-9.
Jest trans-izomerem kwasu oleinowego.